# Open Systems Interconnection
Open Systems Interconnection (zkratka OSI) je v informatice snaha o standardizaci komunikace v počítačových sítích (propojení otevřených systémů), kterou roku 1977 zahájila organizace ISO společně s ITU-T.
Jeho hlavní částí je referenční model ISO/OSI, který představoval podstatný pokrok v návrhu komunikace v počítačových sítích, avšak rodina protokolů TCP/IP používaná v Internetu využívá jednodušší model.
Nicméně pro mnoho lidí se zdál celý návrh protokolů příliš složitý a těžko implementovatelný. Jedním z hlavních problémů byl přístup návrhářů protokolů, kteří nepoužili protokoly již existující, ale naplnili model svými nově vytvořenými alternativami. Díky tomu byla implementace tohoto modelu značně obtížná a mnoho výrobců se jí bránilo. Navíc byly protokoly schvalovány výbory, ve kterých různé strany měly značně rozdílné požadavky, což mělo za následek značnou složitost protokolů a množství nepovinných nadstaveb. Nakonec ani požadavky administrativy USA, aby veškerý hardware nakupovaný vládními organizacemi podporoval OSI, nedokázaly prosadit tento model v komerční sféře.
Model se skládá celkem ze sedmi vrstev.

## Seznam vrstev

### Vrstva 1:Fyzická
V této vrstvě se odehrává vlastní přenos bitů. Zajišťuje elektrické, mechanické a procedurální záležitosti. V podstatě si pod touto vrstvou lze představit kabeláž, konektory, kódování signálu...

### Vrstva 2:Spojová
Tato vrstva zajišťuje především logiku a řízení přenosu. Je odpovědná za paketizaci dat, detekci chyb, pravidla přístupu k médiu apod.

### Vrstva 3:Síťová
Vrstva je odpovědná za směrování (hledá nejlepší cestu, vyvažuje zátěž). Obstarává řízení sítě (účtování apod.)

### Vrstva 4:Transportní
Je implementována přímo v koncovém zařízení. Přizpůsobuje vlastnosti sítě (předchozích tří vrstev) potřebám aplikací (které je schopna rozlišovat). Zajišťuje bezchybný kanál se zachováním pořadí a spravuje spojení.

### Vrstva 5:Relační
Byla do protokolu přidána později. Doplňuje některé důležité podrobnosti. Zajišťuje přátelské ukonční spojení a řízení dialogů (tj. poloduplex), synchronizační body, aktivity...

### Vrstva 6:Prezentační
Sleduje význam přenášených dat (tedy jak reprezentovat struktury a data a jak je přepravovat). Je odpovědná mimo jiné za kódování dat (UTF, CP-1250, ASCII atd.), komprimaci, šifrování...

### Vrstva 7:Aplikační
Naplňuje význam protokolů jednotlivých služeb a aplikací. Zajišťuje věci jako přenos souborů (např. FTP), vzdálený přístup, elektronickou poštu...